# Karl Everad Ellinckhuysen
Karl Everad Ellinckhuysen (* 22. September 1763 in Rotterdam; † 10. Dezember 1837 in Zeltingen) war ein deutscher Weinhändler und Weingutsbesitzer.

## Leben
Ellinckhuysen erlernte den Weinbau im Rheingau und kam von dort in das kurkölnische Zeltingen. Dort führte er die rote Traube von Aßmannshausen und den Niedriganbau der Rieslingrebe in den Weinbau ein. Er übernahm 1785 von seinem Schwiegervater den Gutshof Pazen-Goutzen, der 1880 in den Besitz des Freiherrn Clemens von Schorlemer-Lieser kam. 1787 wurde er kurkölnischer Hofrat. Nach dem Ende des Ancien Régime wurde er 1798 Präsident des Kantons Bernkastel, 1800 Bürgermeister (Maire) in Zeltingen. Er ersteigerte mehrere Domänengüter: 1803 das Klosterhofgut Machern, 1807 den Kreutner-Hof in Zeltingen und die Rosenburg. Wegen seiner Verdienste um die Kultivierung des Weinanbaus wurde er 1825 zum Kommerzienrat ernannt. Von 1826 bis 1830 war er Mitglied des Rheinischen Provinziallandtages, um 1832 erster Kreisdeputierter des Landkreises Bernkastel. Im selben Jahr wurde er an erster Stelle für das Amt des Bernkasteler Landrats präsentiert, aber nicht angenommen. Er war Ehrenmitglied der Gesellschaft für nützliche Forschungen zu Trier und erhielt 1832 den Roten Adlerorden 3. Klasse.